# Christian Weidner

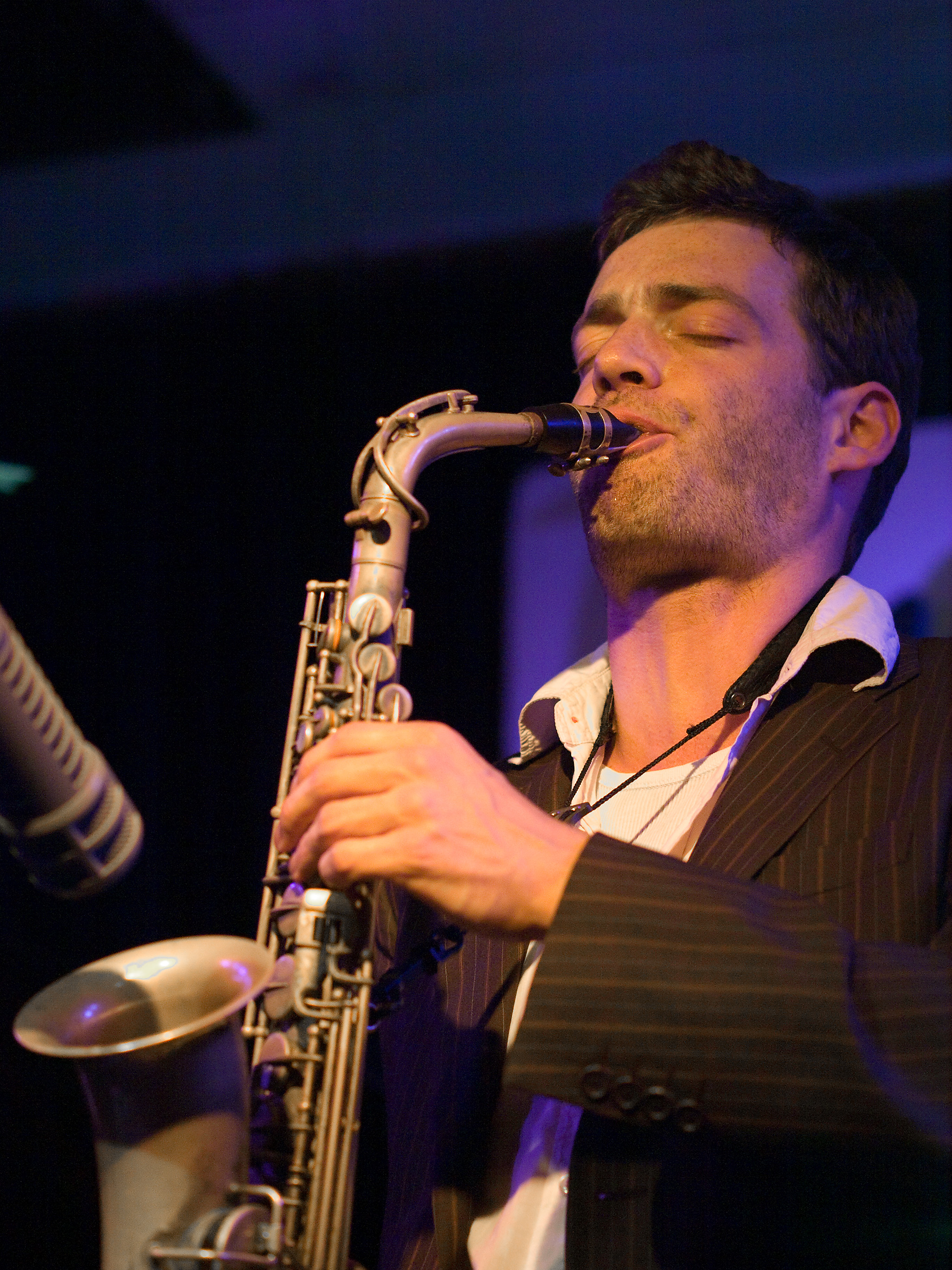
Christian Weidner im Jazzclub Unterfahrt (München 2010)

Christian Weidner (* 4. März 1976 in Kassel) ist ein deutscher Jazz-Saxophonist und -komponist.

## Leben und Wirken
Weidner studierte von 1996 bis 1998 an der Hochschule für Musik und Theater Hamburg, 1999 an der Königlichen Musikhochschule Stockholm und von 2001 bis 2002 an der Hochschule für Musik „Hanns Eisler“ Berlin. Zu seinen Lehrern zählten Jeff Clayton, John Ruocco, Joakim Milder, Fredrik Ljungkvist, Kamalesh Maitra und Kenny Werner.
Zwischen 1992 und 1998 spielte er im Landesjugendjazzorchester Hessen und 1994 bis 1998 im Bundesjazzorchester. 1996 gewann er den Bundeswettbewerb Jugend jazzt.
Von 1994 bis 2002 gehörte er verschiedenen Formationen Gunter Hampels an. 2001 bis 2004 spielte er im Deutsch-Französischen Jazzensemble unter der Leitung von Albert Mangelsdorff. Darüber hinaus arbeitete er in den Jahren 2001 bis 2006 in diversen Projekten mit dem Komponisten und Elektroniker Simon Stockhausen.
2004 erschien sein Debüt-Album „Choral“ im Trio mit Antonio Palesano und Daniel Schröteler, produziert vom Label Pirouet Records. Seitdem verbindet ihn eine enge Zusammenarbeit mit dem Label. Daraus resultierten insgesamt acht Veröffentlichungen, darunter drei weitere unter seinem Namen: 2010 das erste Album „The Inward Song“ seines Quartetts mit Colin Vallon, Henning Sieverts und Samuel Rohrer, 2012 das zweite Album „Dream Boogie“, sowie 2016 das dritte Album „Every Hour of the Light and Dark“.
Seit 2011 arbeitet Weidner zusammen mit der Harfenistin Kathrin Pechlof in einem kollektiven Trio mit dem Kölner Kontrabassisten Robert Landfermann.
Ebenfalls seit 2011 ist er Mitglied in Frank Möbus’ Trio Der Rote Bereich.
Des Weiteren wirkt Christian Weidner mit in Frank Gratkowskis mikrotonalem Saxofonquartett Four Alto, in Robert Landfermanns Quintett mit Elias Stemeseder, Sebastian Gille und Jim Black, sowie im Trio des norwegischen Vibraphonisten Karl Ivar Refseth und im Duo mit dem Sprecher Christian Brückner.
Weidner erhielt Studioförderpreise und ein Kompositionsstipendium des Berliner Senats. Er leitete Workshops an den Hochschulen in Dresden, Hannover und Danzig sowie an diversen Orten im Rahmen von Goethe-Tourneen in Südostasien, Afrika und Osteuropa.
Seit 2013 kuratiert er gemeinsam mit Kathrin Pechlof die Konzertreihe Serious Series in Berlin.
Im Herbst 2015 wurde Christian Weidner zum Professor für Saxofon an die Musikhochschule Stuttgart berufen.

## Diskographische Hinweise
- Choral Album (Pirouet Records, 2004)
- The Inward Song Album (Pirouet Records)  (mit Colin Vallon, Henning Sieverts, Samuel Rohrer, 2010)
- Dream Boogie Album (Pirouet Records)  (mit Achim Kaufmann, Henning Sieverts, Samuel Rohrer, 2012)
- Every Hour of the Light And Dark (Pirouet Records) (mit Achim Kaufmann, Henning Sieverts, Samuel Rohrer, 2016)
- Fo[u]r Alto: Four Compositions by Frank Gratkowski (Leo, 2012)
- Imaginarium Album (Pirouet Records)(mit Kathrin Pechlof, Robert Landfermann, 2013)